# Mahoba plagidotata
Mahoba plagidotata este o molie din familia Lymantriinae. Se găsește în India (Begal).

## Legături externe
- en Baza de date a genului Lepidoptera la Muzeul de istorie naturală